# المعموره (تونس)
المعموره (به عربی: المعمورة) یک منطقهٔ مسکونی در تونس است که در استان نابل واقع شده‌است. المعموره ۸٬۰۳۹ نفر جمعیت دارد.